# Espezel
Espezel, en occitan Espesèlh, là một xã của Pháp, nằm ở tỉnh Aude trong vùng Occitanie.
Người dân địa phương trong tiếng Pháp gọi là Espézelois.

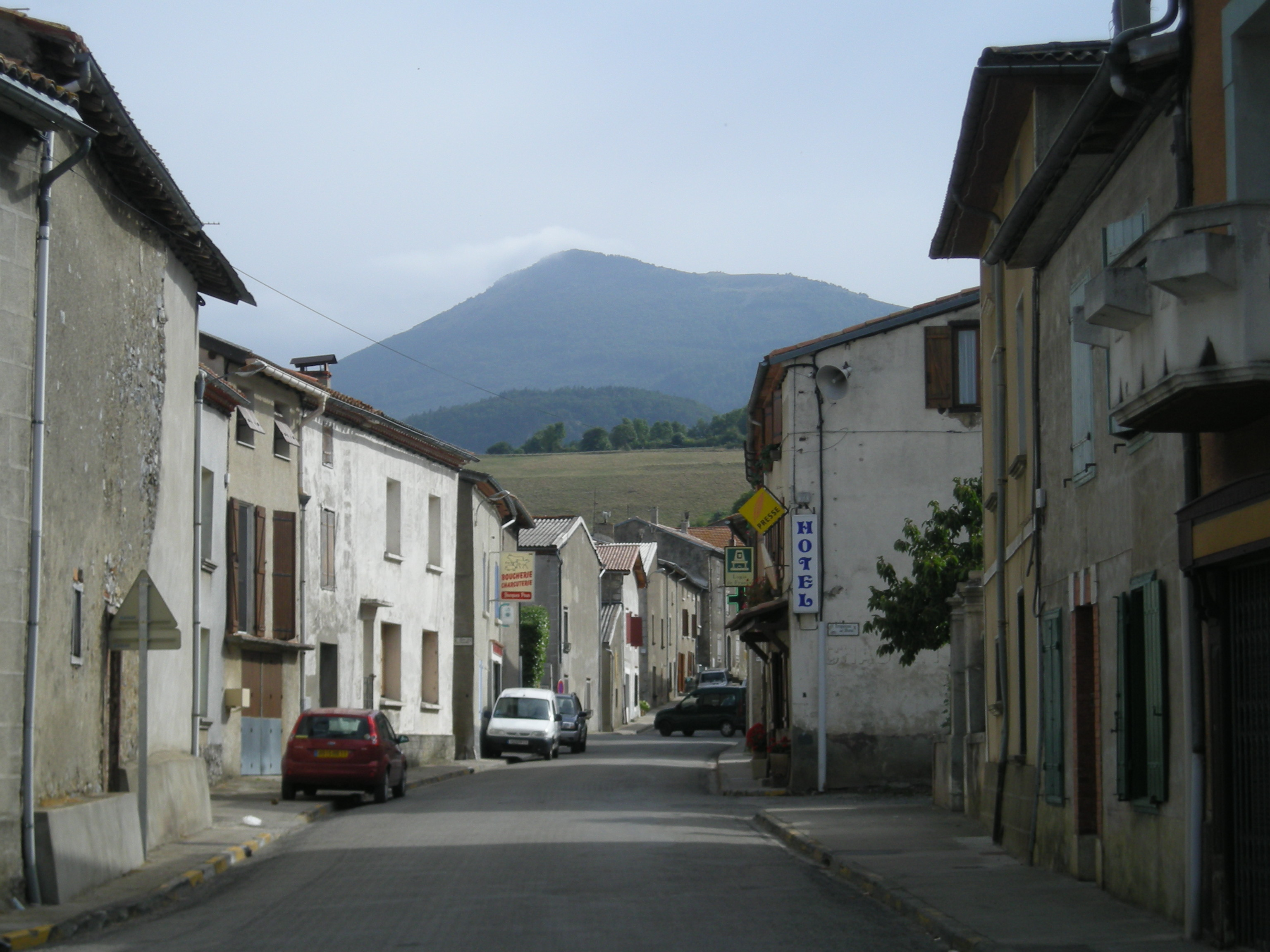
Một đường phố Espezel

## Hành chính
| Danh sách các xã trưởng                |           |                  |      |                                |
| Giai đoạn                              | Giai đoạn | Tên              | Đảng | Tư cách                        |
| tháng 3 năm 2008                       | 2014      | François Lacroix |      |                                |
| 2001                                   | 2008      | Gilbert Calvet   |      |                                |
|                                        |           |                  |      |                                |
| 1921                                   |           | Jules Farinau    |      | horloger et conseiller général |
| Tất cả các dữ liệu trước đây không rõ. |           |                  |      |                                |

## Thông tin nhân khẩu
| Năm | 1962 | 1968 | 1975 | 1982 | 1990 | 1999 |
| --- | ---- | ---- | ---- | ---- | ---- | ---- |
| Dân số | 407  | 334  | 279  | 228  | 201  | 208  |
| From the year 1968 on: No double counting—residents of multiple communes (e.g. students and military personnel) are counted only once. |      |      |      |      |      |      |